# Comité Paralympique du Burundi
Das Comité Paralympique du Burundi kurz CPB ist das Nationale Paralympische Komitee Burundis. Es ist Mitglied des Internationalen Paralympischen Komitees (IPC) und des Afrikanischen Paralympischen Komitees.

## Geschichte
Das Komitee wurde 1996 unter dem Namen Fédération Sportive des Handicapées du Burundi (FSHB) gegründet. Entsprechend der Regelungen des IPC benannte es sich am 14. Mai 2007 in Comité Paralympique du Burundi um. An den Paralympischen Spielen nahm Burundi erstmals 2008 in Peking mit drei Leichtathleten teil. Bei den  Paralympics 2012 in London  und Paralympics 2016 in Rio de Janeiro entsandte das Komitee jeweils den Leichtathleten Rémy Nikobimeze als einzigen burundischen Teilnehmer.  Bei den Paralympics 2020 war er erneut Teil der Delegation, die mit der Leichtathletin Adéline Mushiranzigo erstmals auch eine Frau umfasste. Beide traten auch bei den  Paralympics 2024 in Paris an. Ein Medaillenerfolg blieb für Burundi bisher aus.

## Vorstand
Von 2009 bis zu seinem Tod im April 2015 war Apollinaire Gahungu Präsident des Komitees. Bei einer Generalversammlung des Sportverbands am 25. März 2017 in Bujumbura wurde Eugène Nsabayezu zum neuen Präsidenten gewählt. Vizepräsident wurde Vianney Kirajagaraye, Generalsekretär Lievin Macumi und Schatzmeister Boniface Bizimana.

## Sportarten
Zu den in Burundi praktizierten Para-Sportarten zählen:
- Amputiertenfußball
- Badminton
- Gewichtheben
- Goalball
- Judo
- Leichtathletik
- Sitzvolleyball
- Schwimmen
- Taekwondo
- Tischtennis

## Medaillenspiegel

### Paralympische Sommerspiele
| Spiele | Ort            | Teilnehmer | Teilnehmer | Teilnehmer | Goldmedaille | Silbermedaille | Bronzemedaille |
| Spiele | Ort            | Gesamt     | Männer     | Frauen     | Goldmedaille | Silbermedaille | Bronzemedaille |
| ------ | -------------- | ---------- | ---------- | ---------- | ------------ | -------------- | -------------- |
| 2008   | Peking         | 3          | 3          | 0          | 0            | 0              | 0              |
| 2012   | London         | 1          | 1          | 0          | 0            | 0              | 0              |
| 2016   | Rio de Janeiro | 1          | 1          | 0          | 0            | 0              | 0              |
| 2020   | Tokio          | 2          | 1          | 1          | 0            | 0              | 0              |
| 2024   | Paris          | 2          | 1          | 1          | 0            | 0              | 0              |
| Summe  | Summe          | 9          | 7          | 2          | 0            | 0              | 0              |